# Troisième circonscription législative d'Estonie

Localisation de la circonscription

La troisième circonscription législative d'Estonie est une circonscription électorale de l'Estonie. Elle est composée de deux arrondissements de Tallinn : Mustamäe et Nõmme. Elle est représentée par huit sièges au Riigikogu.

## Résultats

### Années 2020

#### 2023
| Parti                  | Parti                                         | Voix   | %     | +/-  | Sièges | +/-           | A.S.c. |
| ---------------------- | --------------------------------------------- | ------ | ----- | ---- | ------ | ------------- | ------ |
|                        | Parti de la réforme d'Estonie (ERE)           | 17 730 | 34,71 | 2,22 | 3      | 1             | -      |
|                        | Parti du centre d'Estonie (EKE)               | 9 654  | 18,90 | 5,05 | 1      | 1             | -      |
|                        | Estonie 200 (E200)                            | 7 263  | 14,22 | 9,58 | 1      | 1             | -      |
|                        | Parti populaire conservateur d'Estonie (EKRE) | 5 960  | 11,67 | 2,47 | 1      | en stagnation | -      |
|                        | Parti social-démocrate (SDE)                  | 4 563  | 8,93  | 0,39 | 0      | en stagnation | +1     |
|                        | Isamaa (IE)                                   | 3 305  | 6,47  | 3,73 | 0      | 1             | -      |
|                        | La Droite (P)                                 | 1 072  | 2,10  | Nv.  | 0      | en stagnation | -      |
|                        | Parti de la gauche unie d'Estonie (EÜVP)      | 953    | 1,86  | 1,79 | 0      | en stagnation | -      |
|                        | Parti vert estonien (EER)                     | 584    | 1,14  | 1,32 | 0      | en stagnation | -      |
|                        |                                               |        |       |      |        |               |        |
| Votes valides          | Votes valides                                 | 51 084 | 99,56 |      |        |               |        |
| Votes invalides        | Votes invalides                               | 226    | 0,44  |      |        |               |        |
| Total                  | Total                                         | 51 310 | 100   | -    | 6      | en stagnation | 1      |
| Abstentions            | Abstentions                                   | 22 960 | 30,91 |      |        |               |        |
| Inscrits/Participation | Inscrits/Participation                        | 74 270 | 69,09 |      |        |               |        |

| Parti | Parti | Députés                                    |
| ----- | ----- | ------------------------------------------ |
|       | ERE   | - Urmas Paet - Maris Lauri - Vilja Toomast |
|       | EKE   | - Lauri Laats                              |
|       | E200  | - Margus Tsahkna                           |
|       | EKRE  | - Martin Helme                             |
|       | SDE   | - Riina Sikkut (C)                         |

### Années 2010

#### 2019
| Parti                   | Parti                                         | Voix   | %     | +/-           | Sièges | +/-           | A.S.c. |
| ----------------------- | --------------------------------------------- | ------ | ----- | ------------- | ------ | ------------- | ------ |
|                         | Parti de la réforme d'Estonie (ERE)           | 16 209 | 32,49 | 2,26          | 2      | en stagnation | +2     |
|                         | Parti du centre d'Estonie (EKE)               | 11 945 | 23,95 | 0,44          | 2      | en stagnation | -      |
|                         | Parti populaire conservateur d'Estonie (EKRE) | 7 055  | 14,14 | 5,39          | 1      | 1             | -      |
|                         | Isamaa (IE)                                   | 5 086  | 10,20 | 0,71          | 1      | en stagnation | -      |
|                         | Parti social-démocrate (SDE)                  | 4 651  | 9,32  | 4,68          | 0      | 1             | -      |
|                         | Estonie 200 (E200)                            | 2 315  | 4,64  | Nv.           | 0      | en stagnation |        |
|                         | Parti vert estonien (EER)                     | 1 227  | 2,46  | 1,48          | 0      | en stagnation |        |
|                         | Parti libre d'Estonie (EVA)                   | 714    | 1,43  | 8,95          | 0      | 1             |        |
|                         | Parti de la biodiversité (EE)                 | 544    | 1,09  | Nv.           | 0      | en stagnation |        |
|                         | Parti de la gauche unie d'Estonie (EÜVP)      | 37     | 0,07  | en stagnation | 0      | en stagnation |        |
|                         | Indépendants (2)                              | 99     | 0,19  | -             | 0      | en stagnation |        |
|                         |                                               |        |       |               |        |               |        |
| Votes valides           | Votes valides                                 | 49 882 | 99,48 |               |        |               |        |
| Votes invalides         | Votes invalides                               | 259    | 0,52  |               |        |               |        |
| Total                   | Total                                         | 50 141 | 100   | -             | 6      | 1             | 2      |
| Abstentions             | Abstentions                                   | 21 741 | 30,25 |               |        |               |        |
| Inscrits/Participations | Inscrits/Participations                       | 71 882 | 69,75 |               |        |               |        |

| Parti | Parti | Députés                                                            |
| ----- | ----- | ------------------------------------------------------------------ |
|       | ERE   | - Urmas Paet - Maris Lauri - Johannes Kert (C) - Vilja Toomast (C) |
|       | EKE   | - Taavi Aas - Lauri Laats                                          |
|       | EKRE  | - Martin Helme                                                     |
|       | IE    | - Urmas Reinsalu                                                   |

#### 2015
| Parti                   | Parti                                         | Voix   | %     | +/-  | Sièges | +/-           | A.S.c. |
| ----------------------- | --------------------------------------------- | ------ | ----- | ---- | ------ | ------------- | ------ |
|                         | Parti de la réforme d'Estonie (ERE)           | 15 784 | 30,23 | 2,08 | 2      | en stagnation | +1     |
|                         | Parti du centre d'Estonie (EKE)               | 12 732 | 24,39 | 0,96 | 2      | en stagnation | -      |
|                         | Parti social-démocrate (SDE)                  | 7 311  | 14,00 | 1,15 | 1      | en stagnation | -      |
|                         | Union Pro Patria et Res Publica (IRL)         | 5 696  | 10,91 | 9,27 | 1      | en stagnation | -      |
|                         | Parti libre d'Estonie (EVA)                   | 5 421  | 10,38 | Nv.  | 1      | 1             | -      |
|                         | Parti populaire conservateur d'Estonie (EKRE) | 4 570  | 8,75  | 8,28 | 0      | en stagnation | +1     |
|                         | Parti vert estonien (EER)                     | 512    | 0,98  | 2,12 | 0      | en stagnation | -      |
|                         | Parti de l'unité nationale (RÜE)              | 78     | 0,15  | Nv.  | 0      | en stagnation | -      |
|                         | Parti de l'indépendance estonienne (EIP)      | 67     | 0,13  | 0,39 | 0      | en stagnation | -      |
|                         | Parti de la gauche unie estonienne (EUV)      | 39     | 0,07  | Nv.  | 0      | en stagnation | -      |
|                         |                                               |        |       |      |        |               |        |
| Votes valides           | Votes valides                                 | 52 210 | 99,52 |      |        |               |        |
| Votes invalides         | Votes invalides                               | 250    | 0,48  |      |        |               |        |
| Total                   | Total                                         | 52 460 | 100   | -    | 7      | 1             | 2      |
| Abstentions             | Abstentions                                   | 19 816 | 27,42 |      |        |               |        |
| Inscrits/Participations | Inscrits/Participations                       | 72 276 | 72,58 |      |        |               |        |

| Parti | Parti | Députés                                      |
| ----- | ----- | -------------------------------------------- |
|       | ERE   | - Urmas Paet - Maris Lauri - Martin Kukk (C) |
|       | EKE   | - Rein Ratas - Erki Savisaar                 |
|       | SDE   | - Rainer Vakra                               |
|       | IRL   | - Urmas Reinsalu                             |
|       | EVA   | - Ain Lutsepp                                |
|       | EKRE  | - Martin Helme (C)                           |

#### 2011
| Parti                  | Parti                                          | Voix   | %     | +/-  | Sièges | +/-           | A.S.c. |
| ---------------------- | ---------------------------------------------- | ------ | ----- | ---- | ------ | ------------- | ------ |
|                        | Parti de la réforme d'Estonie (ERE)            | 16 309 | 32,31 | 0,28 | 2      | en stagnation | -      |
|                        | Parti du centre d'Estonie (KESK)               | 12 796 | 25,35 | 0,64 | 2      | en stagnation | -      |
|                        | Union Pro Patria et Res Publica (IRL)          | 10 188 | 20,18 | 1,01 | 1      | en stagnation | +1     |
|                        | Parti social-démocrate (SDE)                   | 7 648  | 15,15 | 4,93 | 1      | en stagnation | -      |
|                        | Les Verts (EER)                                | 1 564  | 3,10  | 4,71 | 0      | en stagnation | -      |
|                        | Parti russe en Estonie (VEE)                   | 430    | 0,85  | 0,63 | 0      | en stagnation | -      |
|                        | Parti des démocrates-chrétiens estoniens (EKD) | 270    | 0,53  | 1,33 | 0      | en stagnation | -      |
|                        | Parti de l'indépendance estonienne (EIP0       | 261    | 0,52  | 0,26 | 0      | en stagnation | -      |
|                        | Union populaire estonienne (ERL)               | 237    | 0,47  | 1,39 | 0      | en stagnation | -      |
|                        | Indépendants (3)                               | 779    | 1,54  | -    | 0      | en stagnation |        |
|                        |                                                |        |       |      |        |               |        |
| Votes valides          | Votes valides                                  | 50 482 | 99,33 |      |        |               |        |
| Votes invalides        | Votes invalides                                | 341    | 0,67  |      |        |               |        |
| Total                  | Total                                          | 50 823 | 100   | -    | 6      | en stagnation | 1      |
| Abstentions            | Abstentions                                    | 18 993 | 27,20 |      |        |               |        |
| Inscrits/Participation | Inscrits/Participation                         | 69 816 | 72,80 |      |        |               |        |

| Parti | Parti | Députés                                    |
| ----- | ----- | ------------------------------------------ |
|       | ERE   | - Urmas Paet - Aivar Sõerd                 |
|       | EKE   | - Jüri Ratas - Rainer Vakra                |
|       | IRL   | - Urmas Reinsalu - Siim-Valmar Kiisler (C) |
|       | SDE   | - Peeter Kreitzberg                        |